# Lucé (Eure-et-Loir)
Lucé – miejscowość i gmina we Francji, w Regionie Centralnym, w departamencie Eure-et-Loir.
Według danych na rok 1990 gminę zamieszkiwało 18 796 osób, a gęstość zaludnienia wynosiła 3102 osoby/km² (wśród 1842 gmin Regionu Centralnego Lucé plasuje się na 11. miejscu pod względem liczby ludności, natomiast pod względem powierzchni na miejscu 1325.).